# José García-Margallo y Marfil
José Manuel García-Margallo y Marfil (Madrid, 13 agosto 1944) è un politico spagnolo.

## Biografia
Nel 1976, Margallo fu uno dei fondatori del Partido Popular, un partito di centro destra che nel 1977, insieme ad altri formò l'Unione del Centro Democratico, una coalizione che vinse le prime elezioni democratiche del paese post-franchista. 
Fu eletto deputato al Congresso dei deputati e rieletto nel 1979 sempre con l'Unione del Centro Democratico, fino al 1982.
Tornato alle Cortes nel 1986 con il Partito popolare.
Europarlamentare del Partito popolare dal 1994 al 2011.
Dopo la vittoria del Partito popolare alle elezioni politiche nel 2011, Margallo fece parte del primo governo guidato da Mariano Rajoy, ricoprendo l'incarico di Ministro degli Affari esteri e della Cooperazione fino al 4 novembre 2016.